# واين مكنمارا
واين مكنمارا (بالإنجليزية: Wayne McNamara)‏ هو لاعب قذف أيرلندي، ولد في 11 يونيو 1986 في ليمريك في جمهورية أيرلندا.